# Glycaspis buxalis
Glycaspis buxalis är en insektsart som beskrevs av Moore 1970. Glycaspis buxalis ingår i släktet Glycaspis och familjen rundbladloppor. Inga underarter finns listade i Catalogue of Life.